# Ertenøyane
Ertenøyane est une île norvégienne dans le comté de Hordaland. Elle appartient administrativement à Kjerrgarden.

## Géographie
Rocheuse et désertique, elle s'étend sur environ 325 m de longueur pour une largeur approximative de 437 m.